# Instituto Político para la Libertad
El Instituto Político para la Libertad (IPL) es una organización no gubernamental fundada en 2005, con sede en la ciudad de Lima, de defensa del liberalismo en el Perú. En 2013 IPL impulsó una campaña de insumisión contra un proyecto de ley para restituir el servicio militar en Perú.
Las actividades del Instituto Político para la Libertad tienen el respaldo de organizaciones internacionales como Atlas Economic Research Foundation, Fundación Friedrich Naumann para la Libertad, National Endowment for Democracy y RELIAL.[cita requerida]